# CEV Cup 2015–2016 (damer)
CEV Cup 2015-2016 utspelade sig mellan 27 oktober 2015 och 2 april 2016 och var den 44:e upplagan av CEV Cup för damer (dock tidigare under namnet cupvinnarecupen). I turneringen deltog 36 lag från CEVs medlemsförbund. VK Dinamo Krasnodar vann för andra gången i rad.

## Regelverk
Tävlingen spelades som ett cupspel, från sextondelsfinal och framåt. Mellan kvartsfinal och semifinal fanns en "Challenge Round" där fyra lag från CEV Champions League 2015–2016 steg in i turneringen. På samtliga nivåer möttes lagen i en hemma- och en bortamatch. För att avgöra vilket lag som gick vidare fick lag som vann med 3-0 eller 3-1 i set 3 poäng (0 poäng till förlorande laget) och lag som vann med 3-2 i set 2 poäng (1 poäng till förlorande laget). Om bägge laget fick lika många poäng spelades ett golden set för att utse en vinnare.

## Deltagande lag
| - Team Eurosped - Azəryol VK - OK Röda stjärnan Belgrad - CS Știința Bacău - Békéscsabai RSE - CSM Volei Alba Blaj - Impel Volleyball - VK Královo Pole - Charleroi Volley | - VDK Gent - Maccabi Haifa - HPK Naiset - Galatasaray SK - VK Chimik - LP Kangasala - Kohila VK - Volley Köniz - VK Dinamo Krasnodar | - Apollon Limassol - OK Branik - MKS Muszyna - Volley-Ball Nantes - NUC Volleyball - AGIL Volley - VK UP Olomouc - Hermes Volley Oostende - Olympiakos SFP | - Saint-Cloud Paris Stade Français - VK Maritsa - LP Viesti Salo - Schweriner SC - VC Sneek - Allianz MTV Stuttgart - ŽOK Spartak Subotica - CSM Târgoviște - 1. VC Wiesbaden |

## Turneringen

### Sextondelsfinaler

#### Match 1
| 29 oktober 2015 Halle de Sports de la Riveraine, Neuchâtel Speltid 2h:02 - Åskådare 1 155 | NUC Volleyball                   | 2 - 3 | Galatasaray SK           | 26-24, 17-25, 19-25, 25-23, 10-25 |
| 28 oktober 2015 Edugo Topsporthal, Gand Speltid 1h:36 - Åskådare 200                      | VDK Gent                         | 1 - 3 | VC Sneek                 | 15-25, 15-25, 25-19, 23-25        |
| 27 oktober 2015 Městská Hala Vodova, Brno Speltid 2h:15 - Åskådare 450                    | VK Královo Pole                  | 2 - 3 | OK Röda stjärnan Belgrad | 26-24, 25-21, 21-25, 16-25, 8-15  |
| 28 oktober 2015 Sporthalle Weissenstein, Bern Speltid 1h:52 - Åskådare 510                | Volley Köniz                     | 3 - 1 | HPK Naiset               | 25-16, 20-25, 25-22, 25-23        |
| 28 oktober 2015 Sporthalle Einheit, Wiesbaden Speltid 2h:05 - Åskådare 1 500              | 1. VC Wiesbaden                  | 3 - 2 | MKS Muszyna              | 25-12, 24-26, 22-25, 25-23, 15-10 |
| 28 oktober 2015 Kohila Sports Centre, Kohila Speltid 1h:13 - Åskådare 400                 | Kohila VK                        | 0 - 3 | OK Branik                | 17-25, 16-25, 20-25               |
| 29 oktober 2015 Salohalli, Salo Speltid 0h:56 - Åskådare 820                              | LP Viesti Salo                   | 3 - 0 | Maccabi Haifa            | 25-16, 25-13, 25-16               |
| 28 oktober 2015 Sala Polivalentă, Târgoviște Speltid 1h:31 - Åskådare 1 650               | CSM Târgoviște                   | 3 - 0 | Azəryol VK               | 25-19, 25-19, 30-28               |
| 27 oktober 2015 Salle Marcadet, Paris Speltid 2h:11 - Åskådare 140                        | Saint-Cloud Paris Stade Français | 2 - 3 | LP Kangasala             | 27-29, 25-21, 18-25, 25-15, 11-15 |
| 27 oktober 2015 Palais des Sports de Beaulieu, Nantes Speltid 2h:12 - Åskådare ?          | Volley-Ball Nantes               | 3 - 2 | VK Chimik                | 19-25, 25-23, 25-22, 23-25, 15-8  |
| 28 oktober 2015 Spiroudome, Charleroi Speltid 1h:21 - Åskådare 400                        | Charleroi Volley                 | 0 - 3 | VK Maritsa               | 23-25, 16-25, 22-25               |
| 28 oktober 2015 ARENA Schwerin, Schwerin Speltid 0h:50 - Åskådare 1 200                   | Schweriner SC                    | 3 - 0 | VK UP Olomouc            | 25-17, 25-19, 25-22               |
| 28 oktober 2015 Sala Sporturilor, Bacău Speltid 1h:20 - Åskådare 350                      | CS Știința Bacău                 | 3 - 0 | Apollon Limassol         | 25-22, 25-19, 25-13               |
| 28 oktober 2015 Hala Sportova Dudova Suma, Subotica Speltid 1h:16 - Åskådare 600          | ŽOK Spartak Subotica             | 3 - 0 | Team Eurosped            | 25-21, 25-13, 25-18               |
| 29 oktober 2015 Városi Sportcsarnok, Békéscsaba Speltid 1h:47 - Åskådare 1 200            | Békéscsabai RSE                  | 3 - 1 | Olympiakos SFP           | 25-16, 25-27, 25-23, 25-13        |
| 27 oktober 2015 Mister V-Arena, Oostende Speltid 2h:33 - Åskådare 503                     | Hermes Volley Oostende           | 1 - 3 | VK Dinamo Krasnodar      | 21-25, 25-21, 14-25, 18-25        |

#### Match 2
| 12 november 2015 Burhan Felek Spor Salonu, Istanbul Speltid 1h:05 - Åskådare 500       | Galatasaray SK           | 3 - 0 | NUC Volleyball                   | 25-20, 25-12, 25-13                                |
| 11 november 2015 Sneker Sporthal, Súdwest-Fryslân Speltid 1h:14 - Åskådare 750         | VC Sneek                 | 0 - 3 | VDK Gent                         | 13-25, 14-25, 22-25 Golden set: 10-15              |
| 10 november 2015 Ustanova Sportski Voždovac, Belgrad Speltid 1h:16 - Åskådare 400      | OK Röda stjärnan Belgrad | 3 - 0 | VK Královo Pole                  | 25-21, 25-18, 25-16                                |
| 11 november 2015 Elenia Areena, Tavastehus Speltid 1h:58 - Åskådare 421                | HPK Naiset               | 3 - 2 | Volley Köniz                     | 19-25, 23-25, 25-20, 25-15, 15-13                  |
| 11 november 2015 Hala sportowa Muszyna, Muszyna Speltid 1h:21 - Åskådare 500           | MKS Muszyna              | 3 - 0 | 1. VC Wiesbaden                  | 28-26, 25-22, 25-17                                |
| 11 november 2015 Športna Dvorana Ljudski Vrt, Maribor Speltid 1h:18 - Åskådare 420     | OK Branik                | 3 - 0 | Kohila VK                        | 25-23, 25-20, 25-20                                |
| 11 november 2015 Romema Sports Arena, Haifa Speltid 1h:18 - Åskådare 400               | Maccabi Haifa            | 0 - 3 | LP Viesti Salo                   | 23-25, 19-25, 17-25                                |
| 10 november 2015 A.Y.S. Sport Hall, Baku Speltid 1h:43 - Åskådare 800                  | Azəryol VK               | 3 - 0 | CSM Târgoviște                   | 25-23, 25-23, 25-17 Golden set: 15-13              |
| 11 november 2015 Pitkäjärven Koulu, Kangasala Speltid 2h:18 - Åskådare 850             | LP Kangasala             | 2 - 3 | Saint-Cloud Paris Stade Français | 25-22, 20-25, 20-25, 26-24, 13-15 Golden set: 15-9 |
| 10 november 2015 FSK Olymp, Južnyj Speltid 1h:31 - Åskådare 1 800                      | VK Chimik                | 3 - 0 | Volley-Ball Nantes               | 25-20, 25-22, 25-23                                |
| 11 november 2015 University Sport Hall, Plovdiv Speltid 1h:34 - Åskådare 800           | VK Maritsa               | 3 - 1 | Charleroi Volley                 | 25-21, 17-25, 25-15, 25-13                         |
| 12 november 2015 Univerzita Palackého, Olomouc Speltid 1h:56 - Åskådare 500            | VK UP Olomouc            | 3 - 2 | Schweriner SC                    | 25-20, 17-25, 18-25, 25-20, 15-9                   |
| 11 november 2015 Spyros Kyprianou Sports Centre, Limassol Speltid 1h:45 - Åskådare 350 | Apollon Limassol         | 1 - 3 | CS Știința Bacău                 | 20-25, 25-22, 13-25, 14-25                         |
| 11 november 2015 IISPA Almelo, Almelo Speltid 2h:03 - Åskådare 328                     | Team Eurosped            | 2 - 3 | ŽOK Spartak Subotica             | 26-24, 16-25, 25-23, 20-25, 13-15                  |
| 11 november 2015 Melina Merkourī Hall, Rentis Speltid 1h:36 - Åskådare 270             | Olympiakos SFP           | 1 - 3 | Békéscsabai RSE                  | 19-25, 20-25, 25-17, 18-25                         |
| 12 november 2015 Dvorec sporta Olimp, Krasnodar Speltid 1h:05 - Åskådare 1 100         | VK Dinamo Krasnodar      | 3 - 0 | Hermes Volley Oostende           | 25-17, 25-11, 25-17                                |

#### Kvalificerade lag
| - CS Știința Bacău - Azəryol VK - Békéscsabai RSE - OK Röda stjärnan Belgrad - VDK Gent - Galatasaray SK - VK Chimik - LP Kangasala | - Volley Köniz - VK Dinamo Krasnodar - OK Branik - MKS Muszyna - VK Maritsa - LP Viesti Salo - Schweriner SC - ŽOK Spartak Subotica |

### Åttondelsfinaler

#### Match 1
| 10 december 2015 Burhan Felek Spor Salonu, Istanbul Speltid 1h:09 - Åskådare 300  | Galatasaray SK       | 3 - 0 | VDK Gent                 | 25-16, 25-22, 25-16        |
| 9 december 2015 Sporthalle Weissenstein, Bern Speltid 1h:42 - Åskådare 540        | Volley Köniz         | 3 - 1 | OK Röda stjärnan Belgrad | 25-23, 25-15, 22-25, 25-22 |
| 8 december 2015 Hala sportowa Muszyna, Muszyna Speltid 1h:41 - Åskådare 700       | MKS Muszyna          | 3 - 1 | OK Branik                | 25-16, 25-17, 19-25, 25-20 |
| 10 december 2015 Salohalli, Salo Speltid 1h:19 - Åskådare 890                     | LP Viesti Salo       | 0 - 3 | Azəryol VK               | 16-25, 19-25, 23-25        |
| 10 december 2015 Pitkäjärven Koulu, Kangasala Speltid 1h:38 - Åskådare 750        | LP Kangasala         | 1 - 3 | VK Chimik                | 15-25, 21-25, 25-17, 15-25 |
| 9 december 2015 University Sport Hall, Plovdiv Speltid 1h:29 - Åskådare 1 000     | VK Maritsa           | 1 - 3 | Schweriner SC            | 15-25, 25-16, 17-25, 16-25 |
| 10 december 2015 Hala Sportova Dudova Suma, Subotica Speltid 1h:46 - Åskådare 520 | ŽOK Spartak Subotica | 1 - 3 | CS Știința Bacău         | 17-25, 25-23, 21-25, 22-25 |
| 9 december 2015 Dvorec sporta Olimp, Krasnodar Speltid 1h:15 - Åskådare 1 500     | VK Dinamo Krasnodar  | 3 - 0 | Békéscsabai RSE          | 25-21, 28-26, 25-16        |

#### Match 2
| 16 december 2015 Edugo Topsporthal, Gand Speltid 1h:58 - Åskådare 1 050            | VDK Gent                 | 1 - 3 | Galatasaray SK       | 14-25, 20-25, 25-19, 21-25                   |
| 15 december 2015 Ustanova Sportski Voždovac, Belgrad Speltid 1h:39 - Åskådare 500  | OK Röda stjärnan Belgrad | 0 - 3 | Volley Köniz         | 17-25, 20-25, 18-25                          |
| 16 december 2015 Športna Dvorana Ljudski Vrt, Maribor Speltid 2h:06 - Åskådare 400 | OK Branik                | 2 - 3 | MKS Muszyna          | 25-23, 20-25, 17-25, 25-23, 10-15            |
| 16 december 2015 A.Y.S. Sport Hall, Baku Speltid 2h:06 - Åskådare 800              | Azəryol VK               | 3 - 2 | LP Viesti Salo       | 21-25, 25-10, 23-25, 25-21, 15-11            |
| 16 december 2015 FSK Olymp, Južnyj Speltid 2h:00 - Åskådare 1 500                  | VK Chimik                | 1 - 3 | LP Kangasala         | 25-22, 20-25, 17-25, 16-25 Golden set: 15-12 |
| 15 december 2015 ARENA Schwerin, Schwerin Speltid 1h:09 - Åskådare 1 107           | Schweriner SC            | 3 - 0 | VK Maritsa           | 25-11, 25-20, 25-17                          |
| 17 december 2015 Sala Sporturilor, Bacău Speltid 1h:06 - Åskådare 450              | CS Știința Bacău         | 3 - 0 | ŽOK Spartak Subotica | 25-18, 25-18, 25-12                          |
| 17 december 2015 Városi Sportcsarnok, Békéscsaba Speltid 1h:15 - Åskådare 1 700    | Békéscsabai RSE          | 0 - 3 | VK Dinamo Krasnodar  | 19-25, 16-25, 14-25                          |

#### Kvalificerade lag
- CS Știința Bacău
- Azəryol VK
- Galatasaray SK
- VK Chimik
- Volley Köniz
- VK Dinamo Krasnodar
- MKS Muszyna
- Schweriner SC

### Kvartsfinaler

#### Match 1
| 19 januari 2016 Burhan Felek Spor Salonu, Istanbul Speltid 1h:06 - Åskådare 250 | Galatasaray SK   | 3 - 0 | Volley Köniz        | 25-16, 25-17, 25-16              |
| 19 januari 2016 Hala sportowa Muszyna, Muszyna Speltid 2h:03 - Åskådare 750     | MKS Muszyna      | 3 - 2 | Azəryol VK          | 27-25, 18-25, 23-25, 25-23, 15-5 |
| 21 januari 2016 FSK Olymp, Južnyj Speltid 1h:17 - Åskådare 1 450                | VK Chimik        | 0 - 3 | Schweriner SC       | 16-25, 25-27, 20-25              |
| 20 januari 2016 Sala Sporturilor, Bacău Speltid 1h:14 - Åskådare 550            | CS Știința Bacău | 0 - 3 | VK Dinamo Krasnodar | 19-25, 19-25, 18-25              |

#### Match 2
| 27 januari 2016 Sporthalle Weissenstein, Bern Speltid 1h:41 - Åskådare 630    | Volley Köniz        | 1 - 3 | Galatasaray SK   | 21-25, 14-25, 26-24, 17-25 |
| 26 januari 2016 A.Y.S. Sport Hall, Baku Speltid 1h:16 - Åskådare 300          | Azəryol VK          | 3 - 0 | MKS Muszyna      | 25-16, 25-16, 25-20        |
| 28 januari 2016 ARENA Schwerin, Schwerin Speltid 1h:46 - Åskådare 1 200       | Schweriner SC       | 3 - 1 | VK Chimik        | 25-23, 22-25, 25-19, 25-12 |
| 28 januari 2016 Dvorec sporta Olimp, Krasnodar Speltid 1h:28 - Åskådare 1 000 | VK Dinamo Krasnodar | 3 - 1 | CS Știința Bacău | 25-17, 20-25, 25-16, 25-15 |

#### Kvalificerade lag
- Azəryol VK
- Galatasaray SK
- VK Dinamo Krasnodar
- Schweriner SC

### Challenge Round

#### Match 1
| 11 februari 2016 Burhan Felek Spor Salonu, Istanbul Speltid 1h:46 - Åskådare 450 | Galatasaray SK      | 3 - 1 | Impel Volleyball      | 22-25, 25-14, 25-14, 25-16 |
| 10 februari 2016 Sala Transilvania, Sibiu Speltid 1h:14 - Åskådare 1 600         | CSM Volei Alba Blaj | 0 - 3 | Schweriner SC         | 22-25, 12-25, 23-25        |
| 10 februari 2016 Dvorec sporta Olimp, Krasnodar Speltid 1h:03 - Åskådare 1 200   | VK Dinamo Krasnodar | 3 - 0 | Allianz MTV Stuttgart | 25-15, 25-13, 25-15        |
| 11 februari 2016 A.Y.S. Sport Hall, Baku Speltid 1h:36 - Åskådare 600            | Azəryol VK          | 3 - 1 | AGIL Volley           | 25-19, 25-17, 23-25, 25-17 |

#### Match 2
| 24 februari 2016 Hala Orbita, Wrocław Speltid 1h:47 - Åskådare 1 800     | Impel Volleyball      | 1 - 3 | Galatasaray SK      | 25-15, 21-25, 22-25, 17-25                   |
| 25 februari 2016 ARENA Schwerin, Schwerin Speltid 1h:06 - Åskådare 1 100 | Schweriner SC         | 3 - 0 | CSM Volei Alba Blaj | 25-17, 25-16, 25-13                          |
| 23 februari 2016 SCHARRena, Stuttgart Speltid 1h:11 - Åskådare 1 230     | Allianz MTV Stuttgart | 0 - 3 | VK Dinamo Krasnodar | 16-25, 15-25, 21-25                          |
| 23 februari 2016 PalaTerdoppio, Novara Speltid 2h:08 - Åskådare 1 110    | AGIL Volley           | 3 - 1 | Azəryol VK          | 25-23, 26-28, 25-23, 25-18 Golden set: 13-15 |

#### Kvalificerade lag
- Azəryol VK
- Galatasaray SK
- VK Dinamo Krasnodar
- Schweriner SC

### Semifinaler

#### Match 1
| 8 mars 2016 ARENA Schwerin, Schwerin Speltid 1h:15 - Åskådare 2 010       | Schweriner SC       | 0 - 3 | Galatasaray SK | 10-25, 23-25, 19-25 |
| 8 mars 2016 Dvorec sporta Olimp, Krasnodar Speltid 1h:15 - Åskådare 2 000 | VK Dinamo Krasnodar | 3 - 0 | Azəryol VK     | 25-22, 25-15, 25-23 |

#### Match 2
| 12 mars 2016 Burhan Felek Spor Salonu, Istanbul Speltid 1h:29 - Åskådare 1 500 | Galatasaray SK | 3 - 0 | Schweriner SC       | 30-28, 25-20, 25-23 |
| 12 mars 2016 A.Y.S. Sport Hall, Baku Speltid 1h:11 - Åskådare 1 600            | Azəryol VK     | 0 - 3 | VK Dinamo Krasnodar | 17-25, 25-27, 17-25 |

#### Kvalificerade lag
- Galatasaray SK
- VK Dinamo Krasnodar

### Final

#### Match 1
| 29 mars 2016 Burhan Felek Spor Salonu, Istanbul Speltid 2h:01 - Åskådare 3 180 | Galatasaray SK | 3 - 2 | VK Dinamo Krasnodar | 25-14, 22-25, 25-16, 21-25, 15-13 |

#### Match 2
| 2 april 2016 Dvorec sporta Olimp, Krasnodar Speltid 1h:24 - Åskådare 2 650 | VK Dinamo Krasnodar | 3 - 0 | Galatasaray SK | 25-23, 25-22, 29-27 |

#### Mästare
- VK Dinamo Krasnodar